# باشگاه فوتبال لوچ ولادی‌وستوک
باشگاه فوتبال لوچ ولادی‌وستوک (روسی: Футбольный клуб "Луч" Владивосток) یک باشگاه فوتبال در شهر ولادی‌وستوک در کشور روسیه است. این باشگاه در لیگ ملی فوتبال روسیه بازی می‌کند. این باشگاه در سال ۱۹۵۸ تأسیس شده‌است. ورزشگاه دینامو محل برگزاری بازی‌های خانگی این باشگاه است.

## تاریخچه
لوچ از سال ۱۹۵۸ در مسابقات قهرمانی اتحاد جماهیر شوروی بازی می‌کند . نام لوچ به معنی ری است . این باشگاه در مسابقات منطقه‌ای خاور دور تیم‌های "کلاس B" شرکت کرد و سرانجام در سال ۱۹۶۵ برنده آن شد و به "کلاس A" صعود کرد. لوچ تا زمان سازماندهی مجدد لیگ در سال ۱۹۷۲ در این مسابقات منطقه‌ای بازی کرد.
از سال ۱۹۷۲ تا ۱۹۹۱، لوچ در منطقه شرقی لیگ دوم شوروی بازی می‌کرد. بهترین نتیجه این باشگاه، نایب قهرمانی در سال ۱۹۸۴ بود.
در سال ۱۹۹۲، پس از فروپاشی اتحاد جماهیر شوروی، لوچ حق بازی در منطقه شرقی لیگ اول روسیه را داشت و در آن مسابقات قهرمان شد. لوچ در سال ۱۹۹۳ در لیگ برتر روسیه بازی کرد و پس از کسب مقام پانزدهم، به دسته پایین‌تر سقوط کرد.
لوچ از سال ۱۹۹۴ تا زمان سقوط در سال ۱۹۹۷ در لیگ دسته اول روسیه و از سال ۱۹۹۸ تا ۲۰۰۳ در لیگ دسته دوم روسیه بازی کرد. در سال ۲۰۰۳، لوچ-انرژیا در منطقه شرق اول شد و به لیگ برتر صعود کرد. این باشگاه دو سال دیگر را در لیگ دسته اول گذراند و در سال ۲۰۰۵ به لیگ برتر صعود کرد. در سال ۲۰۰۸، لوچ در رتبه آخر قرار گرفت و به لیگ دسته اول روسیه سقوط کرد . این باشگاه با مشکلات مالی مواجه شد و مجبور شد برخی از بازیکنان کلیدی خود را بفروشد که این امر باعث آسیب‌پذیر شدن این باشگاه در خانه شد، باشگاهی که قبلاً به عنوان قلعه‌ای در سواحل دورافتاده اقیانوس آرام شناخته می‌شد.
در نوامبر ۲۰۱۷، بازی خانگی لوچ مقابل خیمکی به دلیل اعتراض بازیکنان باشگاه به دلیل تأخیر در پرداخت دستمزدها و اداره باشگاه، ۱۵ دقیقه به تعویق افتاد. به دلیل چهار ماه عدم پرداخت حقوق، برخی از بازیکنان از محل اقامت خود اخراج شده بودند و یک گروه از هواداران لوچ به بازیکنان غذا می‌دادند. 
با وجود قرار گرفتن در منطقه سقوط در پایان فصل 2017-2018، این باشگاه سقوط نکرد زیرا سایر باشگاه‌های صدرنشین جدول رده‌بندی نتوانستند مجوز لیگ را برای فصل 2018-2019 کسب کنند. 
در 16 ژوئیه 2018، این باشگاه دوباره به FC Luch تغییر نام داد. 
در اول آوریل 2020، دولت سرزمین پریمورسکی اعلام کرد که تمام قراردادهای حرفه‌ای با باشگاه‌های ورزشی در منطقه آنها لغو شده است تا بودجه‌ای برای مبارزه با شیوع بیماری همه‌گیر کووید-19 فراهم شود ، و پس از بازگشت فوتبال، لوچ ولادی‌وستوک به لیگ فوتبال آماتور روسیه سقوط خواهد کرد . 